# کرمپاخه
کرمپاخه (به لهستانی:  Krempachy) یک روستا در لهستان است که در گمینا نوو تارگ واقع شده‌است.
 کرمپاخه  ۱٬۲۰۰ نفر جمعیت دارد و ۶۰۰ متر بالاتر از سطح دریا واقع شده‌است.